# Capet (patronyme)
Pour les articles homonymes, voir Capet.
Cette page présente le nom de famille Capet ainsi que ses variantes.
Capet est un patronyme français, et également le surnom de Hugues Ier, roi de la 3e dynastie des rois de France, qui a pris de lui le nom de dynastie capétienne.

## Étymologie
Capet, surnom de Hugues Ier, roi de la 3e dynastie des rois de France, qui a pris de lui le nom de dynastie capétienne.
On donne à ce surnom plusieurs étymologies : selon Estienne Pasquier, il serait une corruption de Caput et voudrait dire chef ; selon Charles du Fresne, sieur du Cange, Capetus signifiait railleur ; d'autres font dériver Capet de capilo, grosse tête, ou de chappet (chappotus, qui porte une chape d'abbé), parce que Hugues Capet et ses descendants portaient le titre d'abbés, comme propriétaires de plusieurs abbayes, notamment de Saint-Martin de Tours.
La cape de saint Martin de Tours, saint patron du royaume des Francs, et qui fut notamment envoyée comme relique à la chapelle palatine d'Aix-la-Chapelle pour Charlemagne, pourrait aussi être à l'origine du mot « Capet »,.

## Histoire
L'historien Antoine Prost prétend que le terme « Capet » date du XVIe siècle. Cette opinion est cependant erronée. Plusieurs auteurs des XIe et XIIe siècles font état du surnom Capito, Capeto, appliqué soit à Hugues le Noir, fils de Richard le Justicier, soit à Hugues le Grand, duc des Francs, soit à son fils Hugues, roi de Francie, dit aujourd'hui Hugues Capet, tous personnages du Xe siècle. Par contre, on n'a pas pu prouver qu'aucun de ces trois Hugues ait porté ce surnom de son vivant. Le mystère est pour l'instant entier. Lorsque Louis XVI perdu son trône définitivement, on décida qu'il serait le citoyen Louis Capet.